# NGC 4017
NGC 4017 es una radiogalaxia espiral de tipo Hubble SBbc en la constelación Coma Berenices en el hemisferio norte . Se estima que se encuentra a 154 millones de años luz de distancia y su tamaño aparente es de aproximadamente 2.0 por 1.5 minutos de arco. La galaxia tiene entre 100 y 105 mil años luz de diámetro. Junto con NGC 4016 , forma el par de galaxias Arp 305 y es el miembro más brillante del grupo NGC 4017 ( LGG 262 ).
Fue descubierta el 11 de abril de 1725 por William Herschel.